# ジョン・マナーズ (第3代ラトランド公爵)
第3代ラトランド公爵ジョン・マナーズ（英語: John Manners, 3rd Duke of Rutland KG PC、1696年10月21日 - 1779年5月29日）は、イギリスの貴族。1711年から1721年までグランビー侯爵の儀礼称号を使用した。

## 生涯
第2代ラトランド公爵ジョン・マナーズとキャサリン・ラッセルの長男として、1696年10月21日に生まれた。1719年1月から1721年2月まで、ラトランド選挙区選出の庶民院議員を務めた。
1722年11月13日にガーター勲章を授与され、1727年7月17日に枢密顧問官に任命された。1721年から死去までレスターシャー統監を、1721年から1727年まで寝室侍従を、1727年から1736年までランカスター公領大臣を、1754年から1761年まで王室家政長官を、1761年から1766年まで主馬頭を務めた。また、1739年に創設された捨子養育院の初代総裁の1人だった。
米国バーモント州ラトランドは第3代ラトランド公爵に因んで名づけられた。

## 芸術収集
第3代ラトランド公爵は1742年より美術品を購入しはじめ、以降20年間ロンドンの美術品オークションで絵画を購入し、代理人を通じてほかのオークションで買い入れをしたり、ディーラーを通じて購入したりした。また、1721年に父である第2代公爵から家族コレクションを継承した。
小さな絵画を好んだため、絵画購入に費やした金額はより高価な大型絵画の収集家より少なかった。そのため、ジョシュア・レノルズのパトロンである孫第4代ラトランド公爵よりも出費が少なかった。それでもラファエロ・サンティ、ティツィアーノ・ヴェチェッリオ、ヤコポ・バッサーノ、パオロ・ヴェロネーゼ、グイド・レーニなどヨーロッパにおける主な画家の小型作品を多く購入した。絵画購入に少なくとも3,210ポンドを費やし、同時期にロンドンのタウンハウス建設の出費である4,432ポンドと比較することができる。しかし、第3代ラトランド公爵は1758年から1759年にかけて、絵画を200点売却した。
1779年5月29日に死去、長男がすでに死去していたため孫チャールズがラトランド公爵の爵位を継承した。

## 家族
1717年8月27日、第2代レクシントン男爵ロバート・サットンの娘で相続人のブリジット（1734年6月16日没）と結婚した。2人は5男6女をもうけたが、うち8人が夭折した。
- キャサリン・レイチェル（1718年生） - 夭折
- キャロライン（1719年春生） - 夭折
- フランシス（1719年12月30日没） - ブリジットとは双子、夭折
- ブリジット（1719年12月30日没） - フランシスとは双子、夭折
- ジョン（英語版）（1721年 – 1770年） - 陸軍軍人
- ロバート（英語版）（1722年 – 1762年）
- ジョージ（英語版）（1723年 – 1783年）
- ウィリアム（1724年7月29日 – 1730年3月11日） - 夭折
- レオノーラ（1740年6月没） - 夭折
- フランシス（1726年頃 – 1739年2月3日） - 夭折
- フレデリック（1728年2月17日生） - 夭折

愛人エリザベス・ドレイク（Elizabeth Drake）との間で庶子2人をもうけた。
- ロシリア・ドレイク（Roosilia Drake、1736年 – 1823年）
- エドワード・マナーズ（Edward Manners、1745年 – 1811年）